# Plazmid

Baktériumsejt felépítése

A plazmidoknak nevezzük a baktériumokban, az archeákban, valamint egyes élesztőgombákban, algákban és növényfajokban található, az örökítő információk sejtek közötti átadását a kromoszómáktól függetlenül is lehetővé tevő determinánsokat. A plazmidok általában gyűrű alakú és kettős szálú DNS-molekulák. A plazmidok nem esszenciálisak.
A plazmid fogalmát 1953-ban vezette be Joshua Lederberg amerikai molekuláris biológus.
Angol írásmódja és szinonimái: plasmid, extrachromosomal element, extrachromosomal genetic element, paragene.
Noha vannak olyan plazmidok is, amelyek képesek integrálódni a kromoszómákba, a plazmidok többsége  autonóm marad a citoplazmában. A plazmidokban található gének a kromoszómáktól eltérő tulajdonságokat hordoznak, olyanokat, amelyek a szervezet számára rendes körülmények között nem lennének létfontosságúak.

A plazmidok a kromoszómáktól függetlenül replikálódhatnak (másolódhatnak) és egyik sejtből a másikba átadódhatnak.
A plazmidok a nem rokon fajok közti génáramlás, más néven a horizontális géntranszfer egyik lehetséges eszközét képezik.
A plazmidokban hordozott információk átvihetik az ellenállóképességet antibiotikumokkal szemben, akár különböző kórokozó fajok között is.
Arra is képessé tehetik a baktériumot, hogy mérgeket szintetizáljon konkurens baktériumok ellen.
Plazmidok a történelmileg első és ma is a leggyakrabban alkalmazott klónozó vektorok.

A járványügyi tipizálás a plazmidprofil meghatározásával kihasználja, hogy a plazmidok száma és nagysága jellemző az egyes baktériumtörzsekre.

## Géntranszfer
A genetikai információ átadásának legismertebb módja a vertikális géntranszfer, mikor az utódszervezet a genetikai információt szülőjétől örökli.
A sok baktériumnál már megfigyelt  horizontális géntranszfer esetében viszont a genetikai információ átadása  nem szülő- és utódszervezetek között zajlik, sőt esetleg nem is rokon fajok között.
Sok baktériumnál megfigyelték az örökítőanyag sejtek közötti átvitelét. Ennek három fő módja van. A transzformáció során a baktérium képes a környezetében levő DNS-t felvenni. Az így felvett DNS gyakran nem kerül be a baktérium kromoszómájába, hanem plazmidként található meg a sejtben. Gének kerülhetnek be a baktériumba a transzdukció útján is, ekkor egy bakteriofág illeszt a bakteriális kromoszómába idegen DNS-t. A harmadik mód a konjugáció (átmeneti egyesülés), amikor közvetlen sejtkapcsolat útján cserélődik ki DNS. A horizontális géntranszfer természetes körülmények között gyakori jelenség.
A mesterséges horizontális géntranszfer plazmidok segítségével a génsebészet fontos eszköze.

## Plazmidprofil
Esethalmozódás, járvány esetén kitenyésztik a baktériumtörzseket, és megállapítják a bennük hordozott plazmidok számát és méretét. A kapott mintázat a plazmidprofil. Ezt a már ismert baktériumok plazmidprofiljával összevetve megállapítható az azonosság vagy különbözőség.

## Vektor
Az Agrobacterium tumefaciens által hordozott tumor-indukáló plazmid természetes körülmények között a növényi kromoszómákba épül be, és gyökérgolyvát okoz. Ennek a plazmidnak a „lefegyverzett” változatait – amelyek tumorkeltő képességét megszüntették – vektorként (hordozóként) használják egyes növényfajok genetikai anyagának módosítására.

## A plazmidkutatás története
- 1903: Walter S. Suttón és Theodor Boveri egymástól függetlenül kialakított hipotézise arról, hogy az átöröklés egységei a kromoszómákban találhatóak, és fizikailag lokalizálhatóak.
- 1910: Thomas Hunt Morgan  leírása az ecetmuslica örökletes tulajdonságainak kapcsolatáról egyes specifikus kromoszómákkal, a sejtmagbeli génanalízis kezdetei.
- 1920-as évek – 1940:  Embrionális megfigyelések, melyek arra utaltak, hogy öröklődő, öröklődést befolyásoló elemek vannak a citoplazmában.
- 1946: Joshua Lederberg és Edward Tatum komoly bizonyítékot mutattak fel az E. coli K-12 törzsének ivaros szaporodási fázisának létezésére.
- 1949-1951: Joshua Lederberg, Cavalli és Heslot: a legtöbb E. coli törzs nem párosodik a K-12-vel.
- 1950: Andre Lwoff és Antoinette Gutmann tisztázták a fágok lizogén fázisának természetét.
- 1951: Esther Lederberg felfedezte a lizogén λ fágot az E. coli K-12-es törzsében.
- 1950-es évek: P. Slonimski és B. Ephrussi valamint R. Sager kutatásai légzési hiányos mutáns élesztővel, ahol kimutatták mitokondriális öröklött egységek szerepét. A Chlamydomonas mutációit R. Sager a kloroplasztiszok öröklött részeinek tulajdonította.
- 1950-1952: William Hayes feltételezte, hogy az E. coli aszimmetrikus, egyirányú folyamattal szaporodik.
- 1952: J. Lederberg javasolja a plazmid szó használatát a sejttani öröklődésről szóló irodalom alapján.
- 1952-1953: Hayes, J. Lederberg, Cavalli és E. Lederberg beszámolnak arról, hogy a párzási képességet egy F faktor irányítja, mely nincs összefüggésben kromoszómával.
- 1954: Pierre Fredéricq és társai kimutatták, hogy a kolicinek a kromoszómától független genetikai faktorként működnek.
- 1958: François Jacob és Elie Wollman az episzóma elnevezést javasolják az F-hez, a kolicinhez és a fág lambdához hasonlóan, melyek kromoszómával együtt és attól függetlenül is létezhetnek.
- 1959: Jacob és Edward Adelberg kiderítették, hogy az F-faktor a génekkel asszociálhat, és F′ faktorokat azonosítottak.
- 1959: Alfred Kleinschmidt és R. Zahn kimutatták, hogy a DNS-molekulák az EM-ben a fehérjefilmekben lévő DNS vízfelszínen való eloszlatásával kutatható.
- 1960-1961: T. Akiba, T. Koyama, Y. Isshiki, S. Kimua, T. Fukushima és T. Watanabe és T. Fukusawa az R-faktor által meghatározott episzóma által átvitt, több gyógyszerre való rezisztenciát írta le.
- 1961: Marmur et al, Silver és Ozeki fizikai kísérleteket végeztek DNS-jelöléssel sűrűség (Marmur et al.) vagy radioaktivitás (Silver és Ozeki) alapján, kimutatva, hogy a baktériumok párosodása a DNS donor és recipiens közti átadásával jár.
- 1962: Allan Campbell az episzómákról írt elemzésében javasolta a körkörös episzomális DNS-ek kromoszomális DNS-sel való rekombinációját, melyek előbbi fizikai és lineáris utóbbiba való ágyazásával járnak.
- 1962: Walter Fiers és  Robert Sinsheimer kimutatták a körkörös DNS létét a kis φ-X174 fág genomjában.
- 1963: Alfred Hershey kimutatták, hogy a bakteriofág lambda köröket alkothat in vitro kohezív végei révén. Más körkörös DNS-ekről is beszámoltak például az E. coli genomjában (John Cairns) és a poliómavírus-DNS-ben (Renato Dulbecco és Margerite Vogt; Roger Weil és Jerome Vinograd).
- 1967: R. Radloff, William Bauer és J. Vinograd leírták a festék-sűrűség módszert a zárt körkörös DNS, a nyílt körkörös DNS és a lineáris DNS elválasztását, megkönnyítve a plazmidok tanulmányozását.
- 1969: M. Bazarle és D. R. Helinski kimutatták, hogy néhány kolicinfaktor homogén körkörös DNS.[10]

## Plazmidok kölcsönhatásai
Az SGI1 stabilizálhatja magát és eltávolíthatja az IncC-helpert a plazmid parABS-rendszerén keresztül.
A pBI143 a fejlett országokban élő emberek emésztőrendszerében nagy, stressz hatására változó mennyiségben megtalálható plazmid, mely bár mintegy 2700 bázispárból áll, mégis az emésztőrendszer DNS-tartalmának több mint 0,1%-át adja. Ez kétgénes formájában feltehetően parazita, de a pBI143 további géneket hordozhat.